# Teófilo Caamaño
Teófilo Caamaño Caamaño (Carnota, 1912 - La Coruña, 1997) fue un marinero y guerrillero antifascista español.

## Biografía
Nacido en el seno de una humilde familia marinera, Teófilo Caamaño navegó desde muy joven en el barco de tres palos de su padre, primero transportando pasajeros por el litoral de la Costa de la Muerte, y luego suministrando teja a poblaciones costeras del mismo rotero. 
De ideología declaradamente galleguista y de izquierdas, en el año 1936 fue sorprendido encontrándose en un mercante en Melilla por el golpe de Estado de Franco y estuvo a punto de ser fusilado. Enrolado por la fuerza en la legión, le valió para cruzar el estrecho para unirse a la resistencia republicana. 
Tras la derrota del bando republicano, Caamaño consiguió escapar por mar a Francia, donde lo sorprendió el estallido de la Segunda Guerra Mundial encontrándose en uno de los varios campos de refugiados por los que había pasado, uniéndose a la resistencia francesa contra los nazis y siendo apresado y retenido más tarde en el campo de concentración de Mauthausen, de donde también logró escapar, si bien perdió en ella la familia directa que tenía. Finalmente, y ya enrolado en la guerrilla de los maquis, Caamaño formó parte de la primera columna aliada que entró victoriosa en París tras su "liberación", lo que le valió numerosas distinciones militares.
Más tarde, consiguió atravesar clandestinamente la frontera franco-española para terminar trabajando -de manera siempre temporal- en los labores y en los lugares más diversos. Durante uno de sus viajes, en el año 1975 conoció a Amancio Prada en Segovia, con el que encadenó una fuerte amistad personal. El intenso sentimiento de morriña de Caamaño le llevó a compartir con el cantautor leonés sus memorias y sobre todo los relatos, coplas y cantares de su tierra natal de Carnota que mantenía frescos en la memoria, y muchos de los cuales se verían reflejados en la obra de Amancio Prada, y en especial en el álbum De mar e terra editado en 1999.
Los últimos años de su vida los pasó en el total olvido en una residencia de ancianos de Segovia. Tras su muerte en el año 1997, la familia que le quedaba en Carnota hizo una colecta para sufragar el retorno del cuerpo de Caamaño a su tierra natal, y el entierro en el cementerio de la localidad.